# Styrian Bears
Gli Styrian Bears sono una squadra di football americano di Graz, in Austria, fondata nel 2007.

## Dettaglio stagioni

### Tornei nazionali

#### Campionato

##### AFL
| Stagione | regular season | regular season | regular season | regular season | regular season | regular season | playoff | playoff | playoff | playoff | playoff | playoff   | playoff    |
|          | Vin            | Par            | Per            | Tot            | PF             | PS             | Vin     | Per     | Tot     | PF      | PS      | risultato | avversaria |
| -------- | -------------- | -------------- | -------------- | -------------- | -------------- | -------------- | ------- | ------- | ------- | ------- | ------- | --------- | ---------- |
| 2023     | 0              | 0              | 10             | 10             | 126            | 469            | -       | -       | -       | -       | -       | -         | -          |
| Totale   | 0              | 0              | 10             | 10             | 126            | 469            | -       | -       | -       | -       | -       |           |            |

Fonti: Enciclopedia del Football - A cura di Massimo Mezzetti

##### AFL Division I
| Stagione | regular season | regular season | regular season | regular season | regular season | regular season | playoff | playoff | playoff | playoff | playoff | playoff    | playoff           |
|          | Vin            | Par            | Per            | Tot            | PF             | PS             | Vin     | Per     | Tot     | PF      | PS      | risultato  | avversaria        |
| -------- | -------------- | -------------- | -------------- | -------------- | -------------- | -------------- | ------- | ------- | ------- | ------- | ------- | ---------- | ----------------- |
| 2017     | 3              | 0              | 5              | 8              | 166            | 267            | -       | -       | -       | -       | -       | -          | -                 |
| 2018     | 5              | 0              | 3              | 8              | 227            | 127            | 0       | 1       | 1       | 10      | 36      | Semifinale | Vienna Knights    |
| 2019     | 5              | 0              | 3              | 8              | 170            | 162            | -       | -       | -       | -       | -       | -          | -                 |
| 2021     | 2              | 0              | 4              | 6              | 117            | 225            | -       | -       | -       | -       | -       | -          | -                 |
| 2022     | 7              | 0              | 1              | 8              | 250            | 133            | 0       | 1       | 1       | 24      | 28      | Semifinale | Amstetten Thunder |
| Totale   | 22             | 0              | 16             | 38             | 920            | 914            | 0       | 2       | 2       | 34      | 64      |            |                   |

Fonti: Enciclopedia del Football - A cura di Massimo Mezzetti

##### Austrian Football Division 2/AFL - Division II
| Stagione | regular season | regular season | regular season | regular season | regular season | regular season | playoff | playoff | playoff | playoff | playoff | playoff                   | playoff             |
|          | Vin            | Par            | Per            | Tot            | PF             | PS             | Vin     | Per     | Tot     | PF      | PS      | risultato                 | avversaria          |
| -------- | -------------- | -------------- | -------------- | -------------- | -------------- | -------------- | ------- | ------- | ------- | ------- | ------- | ------------------------- | ------------------- |
| 2009     | 4              | 0              | 2              | 6              | 203            | 96             | 2       | 0       | 2       | 48      | 3       | Campioni (Challenge Bowl) | Amstetten Thunder   |
| 2010     | 4              | 0              | 2              | 6              | 214            | 81             | 0       | 1       | 1       | 0       | 18      | Semifinale                | Vienna Knights      |
| 2011     | 5              | 0              | 1              | 6              | 207            | 80             | -       | -       | -       | -       | -       | -                         | -                   |
| 2012     | 1              | 0              | 5              | 6              | 83             | 190            | -       | -       | -       | -       | -       | -                         | -                   |
| 2013     | 1              | 0              | 7              | 8              | 173            | 254            | -       | -       | -       | -       | -       | -                         | -                   |
| 2014     | 4              | 0              | 4              | 8              | 189            | 150            | 0       | 1       | 1       | 14      | 42      | Semifinale                | AFC Rangers Mödling |
| 2015     | 4              | 0              | 4              | 8              | 233            | 154            | 0       | 1       | 1       | 33      | 34      | Semifinale                | Amstetten Thunder   |
| 2016     | 7              | 0              | 1              | 8              | 281            | 61             | 2       | 0       | 2       | 72      | 20      | Campioni                  | Maribor Generals    |
| Totale   | 30             | 0              | 26             | 56             | 1583           | 1076           | 4       | 3       | 7       | 169     | 115     |                           |                     |

Fonti: Enciclopedia del Football - A cura di Massimo Mezzetti

### Tornei locali

#### Styrian Indoor Bowl
| Stagione | regular season | regular season | regular season | regular season | regular season | regular season | playoff | playoff | playoff | playoff | playoff | playoff   | playoff         |
|          | Vin            | Par            | Per            | Tot            | PF             | PS             | Vin     | Per     | Tot     | PF      | PS      | risultato | avversaria      |
| -------- | -------------- | -------------- | -------------- | -------------- | -------------- | -------------- | ------- | ------- | ------- | ------- | ------- | --------- | --------------- |
| 2020     | 2              | 0              | 0              | 2              | 65             | 31             | 1       | 0       | 1       | 34      | 18      | Campioni  | Styrian Reavers |
| Totale   | 2              | 0              | 0              | 2              | 65             | 31             | 1       | 0       | 1       | 34      | 18      |           |                 |

Fonti: Enciclopedia del Football - A cura di Massimo Mezzetti

### Riepilogo fasi finali disputate
| Anno             | Luogo | Evento                       | Fase del torneo | Incontro                            | Risultato |
| 4 luglio 2009    | Graz  | Austrian Football Division 2 | Challenge Bowl  | Styrian Bears - Amstetten Thunder   | 30 - 0    |
| 29 giugno 2010   |       | Austrian Football Division 2 | Semifinale      | Vienna Knights - Styrian Bears      | 18 - 0    |
| 19 luglio 2014   |       | AFL - Division II            | Semifinale      | AFC Rangers Mödling - Styrian Bears | 42 - 14   |
| 4 luglio 2015    |       | AFL - Division II            | Semifinale      | Amstetten Thunder - Styrian Bears   | 34 - 33   |
| 30 luglio 2016   |       | AFL - Division II            | Iron Bowl       | Maribor Generals - Styrian Bears    | 20 - 21   |
| 7 luglio 2018    |       | AFL - Division I             | Semifinale      | Vienna Knights - Styrian Bears      | 36 - 10   |
| 1º febbraio 2020 | Graz  | Styrian Indoor Bowl          | Finale          | Styrian Reavers - Styrian Bears     | 18 - 34   |
| 16 luglio 2022   | Graz  | AFL - Division I             | Semifinale      | Styrian Bears - Amstetten Thunder   | 24 - 28   |

## Palmarès
- 1 Iron Bowl (2016)
- 1 Challenge Bowl (2009)
- 1 Styrian Indoor Bowl (2020)